# MV Agusta LXP
La MV Agusta LXP (chiamata inizialmente MV Agusta Lucky Explorer 9.5) è una motocicletta di grossa cilindrata (931 cm³) presentata dalla casa motociclistica italiana MV Agusta a novembre 2021 e prodotta dal 2024.

## Descrizione e meccanica

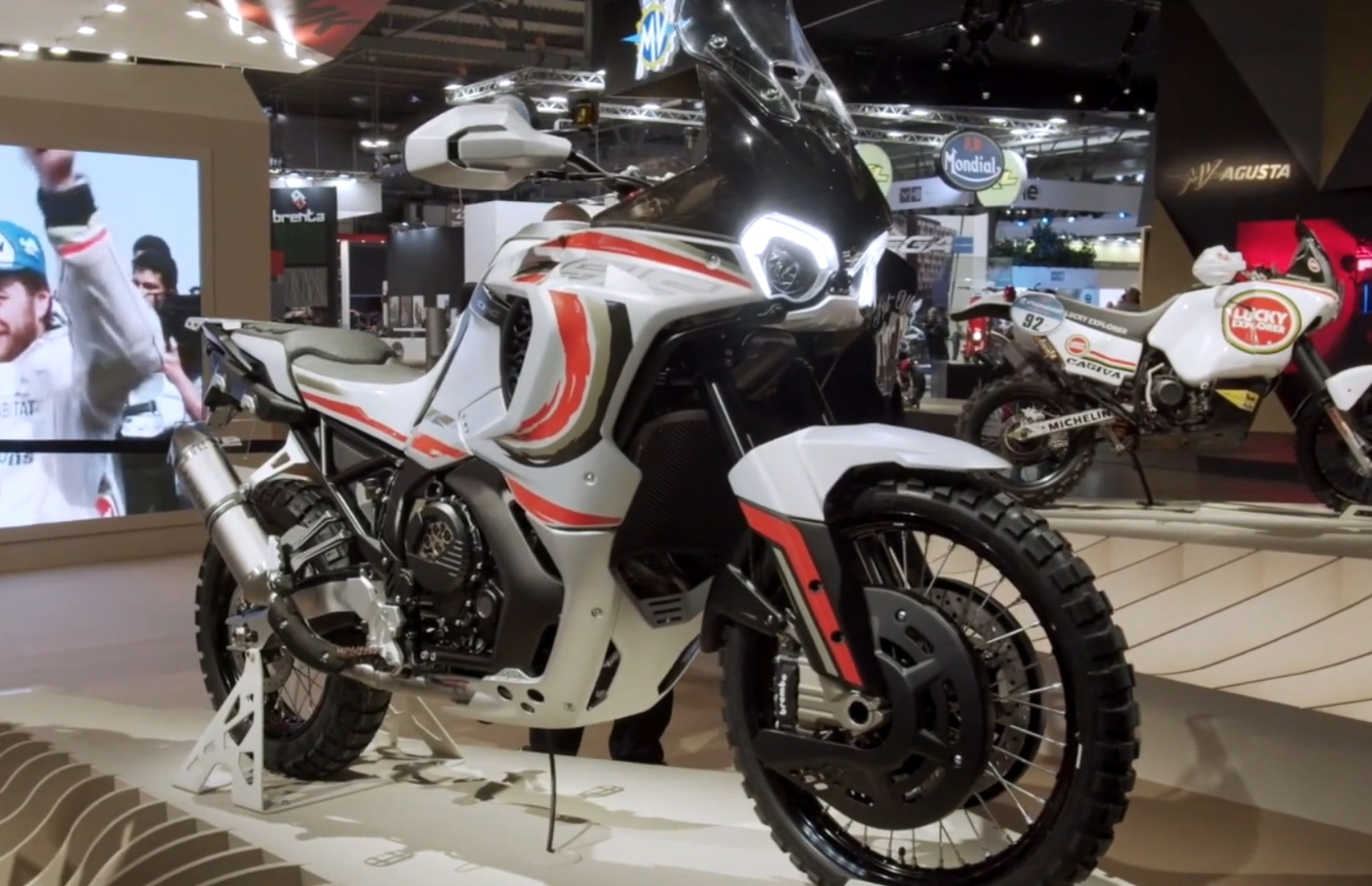
Lucky Explorer 9.5 ad EICMA 2021

La Lucky Explorer 9.5 una enduro stradale realizzata dalla MV Agusta, presentata inizialmente in veste prototipale ad EICMA nel 2021, insieme con la più piccola MV Agusta Lucky Explorer 5.5 con la quale non condivide alcun componente. Disegnata dalla CRC, la moto riprende lo stile, il design e le grafiche della Cagiva Elefant.
Il propulsore, che è stato sviluppo utilizzando come base quello della MV Agusta F3, è un inedito motore a tre cilindri in linea a quattro tempi da 931 cm³ dotato di sistema di raffreddamento a liquido. La distribuzione è a due alberi a camme in testa (DOHC) a 12 valvole (4 per cilindro), venendo alimenta da un sistema ad iniezione elettronica indiretta multipoint.
Rispetto a quello della MV F3 800, sono state apportate numerose modifiche sostanziali quali incremento di cilindrata passando da 798 a 931, per ottenere maggiore potenza ma soprattutto più coppia ed un'erogazione migliore. Sviluppa una potenza di 124 CV a 10.000 giri/min e una coppia di 102 Nm a 7000 giri/min.
Il motore, che svolge funzione portante, viene gestito da un cambio a sei rapporti ad innesti frontali ed è montato all'interno di un telaio in acciaio al cromo-molibdeno a doppia culla chiusa rinforzato lateralmente con due travi imbullonate.
I due freni a disco flottanti all'anteriore hanno un diametro di 320 mm e vengono azionati da pinze a 4 pistoncini. Sul posteriore è presente un freno a disco con un diametro di 260 mm e una pinza a doppio pistoncino. Gli pneumatici all'avantreno misurano 90/90-ZR21, mentre al retrotreno 150/70-ZR18.
Successivamente la moto in veste definitiva è stata presentata ad EICMA agli inizi di novembre 2023 nella versione LXP Orioli' dedicata all'omonimo motociclista 
.